# Distretto di Saña
Il distretto di Saña è uno dei venti distretti della provincia di Chiclayo, in Perù. Si trova nella regione di Lambayeque e si estende su una superficie di 313,9 chilometri quadrati.

Ha per capitale la città di Zaña e contava 11.972 abitanti al censimento 2005.